# Katia della Faille de Leverghem
Pour les articles homonymes, voir della Faille.
Katia Marie Louise Hubert della Faille de Leverghem, par son mariage comtesse Thierry de Limburg Stirum, née le 13 janvier 1969 à Wilrijk, est une femme politique belge flamande, membre du OpenVLD.
Elle est candidate en droit, licenciée en communication et mannequin.

## Famille
Fille de Loïc della Faille de Leverghem (1935-2019) et de Marie-Paule Deckers (°1946) ; elle épouse en 1990 Thierry, comte de Limburg Stirum (°1959), fils d'Evrard de Limburg Stirum et d'Hélène d'Orléans. Ils ont deux filles : Gloria (°1993) et Angélique (°1995).

## Fonctions politiques
- Conseillère communale de Huldenberg (1994-2000) ;
- Échevine à Huldenberg (2000-2006) ;
- Députée fédérale du 10 juin 2007 au 6 mai 2010.